# Тромъёган
Тромъёган (с манс. и хант. — «божья река») — река в России, протекает по территории Сургутского района Ханты-Мансийского автономного округа. Правый приток реки Оби. Длина реки — 581 км, площадь водосборного бассейна — 55 600 км².
Исток реки расположен в Сибирских Увалах, на протяжении всего течения река сильно меандрирует. Тромъёган впадает в протоку Санина реки Оби примерно в 50 км к востоку от Сургута. Судоходна на 250 км от устья. В бассейне реки — более 90 тысяч озёр, общей площадью около 9834 км².
Питание реки смешанное, по большей части снеговое. Высокая вода наблюдается с мая по октябрь, средний расход 425 м³/сек. Главный приток (левый) — река Аган — впадает в Тромъеган недалеко от его устья.
Река замерзает в октябре — начале ноября, вскрывается весной в мае.

## Этимология
Название реки имеет финно-угорское происхождение. В частности Торум — самая главная персона в мифологии хантов и манси — «бог неба, бог-громовержец», то есть Торым ёхан — «божья река».

## Притоки
Основные притоки (км от устья):
- 20 км: Моховая
- 43 км: водоток протока без названия
- 45 км: Ягмун-Ягун
- 59 км: Аган
- 63 км: Коттымъёган
- 66 км: Ультъягун
- 102 км: Сылькыягун
- 117 км: Ортъягун
- 126 км: Ингуягун
- 150 км: Онтынгъягун
- 160 км: река без названия
- 160 км: Эгутъягун
- 166 км: Вачингурийягун
- 182 км: Савуйпеу
- 207 км: Лимпас
- 243 км: Ай-Имиягун
- 258 км: Энтль-Имиягун
- 273 км: Тляттыягун
- 304 км: Сукуръяун
- 366 км: Нятлонгаягун
- 382 км: Оморъягун
- 419 км: река без названия
- 429 км: Пайлоръягун
- 450 км: Муроягун
- 453 км: река без названия
- 468 км: Репорнъягун
- 479 км: Люкъягун
- 480 км: Кутлопъявин
- 520 км: Ай-Тромъёган

## Данные водного реестра
По данным государственного водного реестра России относится к Верхнеобскому бассейновому округу, водохозяйственный участок реки — Обь от впадения реки Вах до города Нефтеюганск, речной подбассейн реки — Обь ниже Ваха до впадения Иртыша. Речной бассейн реки — (Верхняя) Обь до впадения Иртыша.